# Hydra (dème)
Pour l'île d'Hydra, voir Hydra (île).
Le dème d'Hydra (en grec moderne δήμος Ύδρας) est une municipalité de la périphérie de l'Attique, dans le district régional des Îles, en Grèce. Son siège est la localité d'Hydra.
La municipalité est constituée de deux îles principales : Hydra et Dokos, ainsi quelques îlots voisins inhabités.